# Mangosuthu Buthelezi

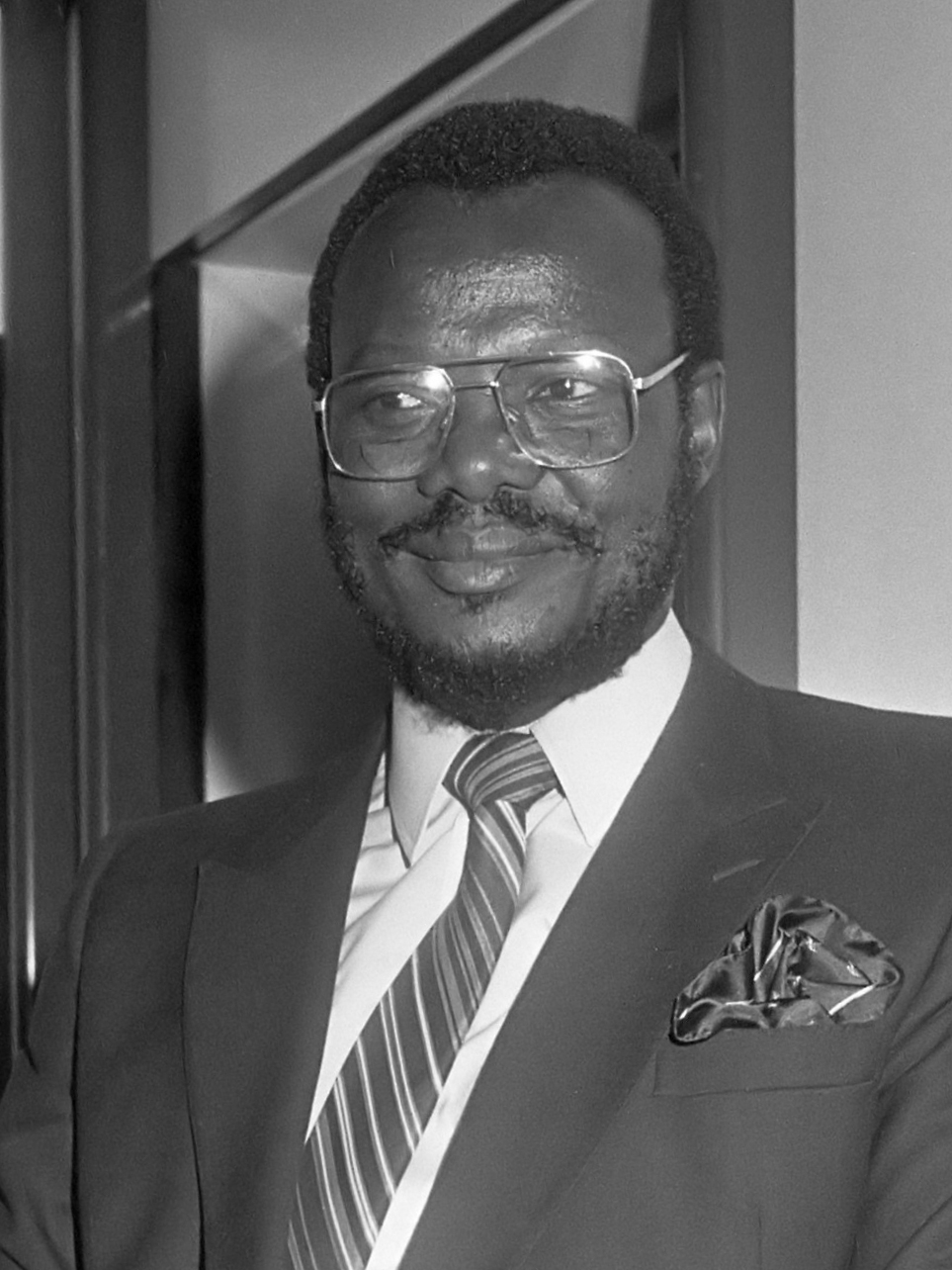
Mangosuthu Buthelezi w 1983 roku

Mangosuthu ("Gatsha") Ashpenaz Nathan Buthelezi (ur. 27 sierpnia 1928, zm. 9 września 2023) – południowoafrykański polityk, wódz zuluski, od 1975 przewodniczący Partii Wolności Inkatha. W latach 1977–1994 był przywódcą bantustanu KwaZulu. Od 1994 członek parlamentu. W latach 1994–1999 piastował urząd ministra spraw wewnętrznych w rządzie Nelsona Mandeli.